# Âm mưu thuốc súng

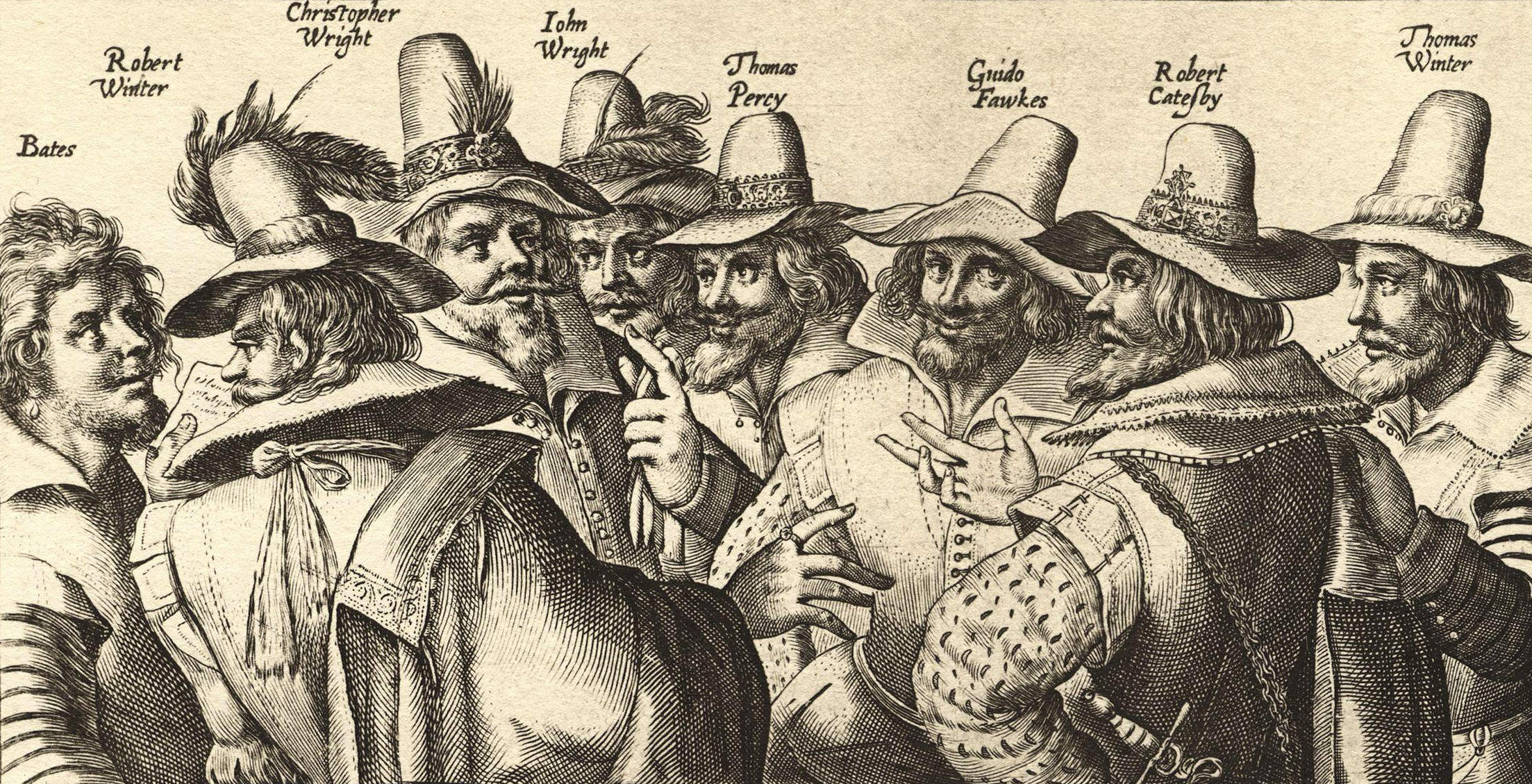
Bức phác thảo những người thực hiện âm mưu

Âm mưu thuốc súng (Tiếng Anh: Gunpowder Plot) hay Mưu phản thuốc súng, xảy ra năm 1605, là một nỗ lực thất bại của một nhóm tín đồ Công giáo ở các tỉnh của Anh, nhằm mưu sát vua James I của Anh, gia đình của ông, cũng như tầng lớp quý tộc theo đạo tin lành. Vụ ám sát được thực hiện trong vụ tấn công nhằm phá nổ nhà quốc hội trong phiên họp mở màn ngày 5 tháng 11 1605. Những người thực hiện âm mưu trước đó cũng đã lên kế hoạch bắt cóc những đứa trẻ hoàng gia, không có mặt tại nhà quốc hội, đồng thời kích động nổi loạn ở Midlands. Chủ mưu lãnh đạo vụ mưu phản này là Robert Catesby, ông thực hiện kế hoạch sau khi hi vọng nới lỏng các vấn đề tôn giáo của ông trong thời trị vì của vua James không được thực thi khiến người Công giáo ở Anh thất vọng.
Theo kế hoạch, một cuộc bạo động sẽ xảy ra ở Midlands (miền Trung nước Anh) trong giai đoạn con gái 9 tuổi của vua James I là Công chúa Elizabeth được đưa lên vai trò Lãnh đạo tối cao của Giáo hội Anh. Âm mưu thuốc súng chính là hành động bắt đầu cho cuộc bạo động này. Theo kế hoạch, Guy Fawkes là người châm ngòi các thùng thuốc súng với mục đích cho nổ tung Thượng Nghị viện Vương quốc Liên hiệp Anh vào Lễ Khai mạc Nghị viện ngày 5/11/1605. Cùng với Fawkes và Catesby là John Wright, Thomas Wintour, Thomas Percy, Robert Keyes, Thomas Bates, Robert Wintour, Christopher Wright, John Grant, Ambrose Rookwood, Everard Digby Sir. và Francis Tresham.
Âm mưu đã bại lộ do thông tin được tiết lộ với chính quyền thông qua một lá thư ẩn danh gửi đến William Parker, nam tước Monteagle vào ngày 26/10/1605. Fawkes bị phát hiện vào khoảng nửa đêm ngày 4/11 khi Thượng viện bị lục soát, cùng với 36 thùng thuốc súng - đủ để biến Thượng viện thành một đống đổ nát. Hắn ta bị bắt, trong khi phần lớn các kẻ đồng mưu khác trốn chạy khỏi Luân Đôn khi biết về sự bại lộ này và cố gắng kiếm viện trợ trên đường. Một vài kẻ đồng mưu khác, cùng với Catesby, ở lại kháng cự. Catesby là một trong những người bị bắn chết. Những kẻ sống sót còn lại, gồm cả Fawkes, bị kết án treo cổ vào phiên xử ngày 27/1/1606.
Âm mưu thuốc súng là một trong nhiều mưu đồ ám sát thất bại nhằm vào vua James I. Một vài nhà sử học đã tranh cãi về sự tham gia của chính quyền trong vụ này.
Vào ngày 5 tháng 11 hàng năm, mọi người ở Vương quốc Anh cũng như các nước và vùng thuộc Khối thịnh vượng chung Anh đều kỷ niệm sự thất bại của vụ mưu sát, buổi kỷ niệm được biết đến là Đêm Guy Fawkes hay Đêm pháo hoa. Tuy nhiên, ngày nay ý nghĩa chính trị của lễ hội chỉ là thứ yếu.

## Liên kết
- The History of the Gunpowder Plot (Produced by The Parliamentary Archives) Lưu trữ ngày 12 tháng 10 năm 2006 tại Wayback Machine
- The Gunpowder Plot of 1605 Lưu trữ ngày 3 tháng 3 năm 2016 tại Wayback Machine
- Catholic Encyclopedia: The Gunpowder Plot
- The Gunpowder Plot (Website exploring the history of the plot for younger users) Lưu trữ ngày 31 tháng 10 năm 2009 tại Wayback Machine
- The Gunpowder Plot (House of Commons Information Sheet)
- The Gunpowder Plot Society
- iTV "Gunpowder Plot" Program[liên kết hỏng]
- What If the Gunpowder Plot Had Succeeded?
- A summary of the Gunpowder Plot events
- Publications about the Gunpowder Plot
- Songs for Fawkes Day celebration Lưu trữ ngày 5 tháng 5 năm 2006 tại Wayback Machine
- The Center for Fawkesian Pursuits Lưu trữ ngày 26 tháng 4 năm 2006 tại Wayback Machine
- A contemporary account of the executions of the plotters Lưu trữ ngày 10 tháng 5 năm 2006 tại Wayback Machine
- The Gunpowder Plot Game BBC
- Interactive Guide: Gunpowder Plot Guardian Unlimited
- Analysis of the Sketch of the Plotters